# Thomas Britton
Thomas Britton   (Rushden, 14 de gener de 1644 - Clerkenwell, 27 de setembre de 1714) fou un promotor musical anglès.
Era l'amo d'una carboneria a Londres i la seva extremada afecció a la música el feu dedicar, sense mestre, a l'estudi d'aquesta, sense abandonar la seva primitiva professió. Arribà a posseir una nombrosa i escollida biblioteca musical, especialment d'autors antics, que, a la seva mort, fou venuda a bon preu, i organitzà el primer concert públic a Londres. En la rebotiga de la seva llar, s'hi reunien els millors afeccionats de la ciutat per escoltar a Händel, Banister, Pepusch, Dubourg i altres il·lustres artistes.